# 魯恰內尼達
魯恰內尼達是波蘭的城鎮，位於該國東北部，由瓦爾米亞-馬祖里省負責管轄，始建於1699年，面積17.07平方公里，海拔高度130米，主要經濟活動是旅遊業，2006年人口4,894。

## 外部連結
- Official town webpage （页面存档备份，存于）
- （波兰語） Biuletyn Informacji Publicznej Urzędu Miasta i Gminy （页面存档备份，存于）

53°39′N 21°33′E / 53.650°N 21.550°E